# L'Enfant contre la nuit
The Dark is Rising
L'Enfant contre la nuit (The Dark is Rising) est un roman de fantasy de 1973 écrit par la romancière britannique Susan Cooper. C'est le deuxième volume de la série The Dark Is Rising Sequence et le seul traduit en français. Le roman, destiné à un jeune lectorat, a remporté un Newbery Honor en 1974. 
Il est disponible pour la première fois en français aux éditions Robert Laffont en 1978. Il ressort en 2007 chez Gallimard et sous un nouveau titre : Les Portes du temps : A l'assaut des ténèbres. 

## Synopsis
Dans le sud de l'Angleterre, Will Stanton commence à vivre des expériences étranges le jour de son 11e anniversaire, trois jours avant Noël. Alors qu'il se rend chez son voisin M. Dawson pour chercher du foin, celui-ci lui indique de manière énigmatique que le « Marcheur est sorti ». Il lui offre alors un étrange objet en métal : un cercle plat divisé en quatre par deux lignes qui se croisent. Il lui conseille ensuite de toujours garder cet objet sur lui et de n'en parler à personne. Le soir même une tempête de neige s’abat... 
Au matin, les environs sont recouverts d'un épais manteau de neige et un étrange voyage commence. Il croise la route du Marcheur, vieil homme errant et méfiant mais doit alors fuir quand le Cavalier sur son grand étalon noir cherche à le capturer. Il est sauvé par une magnifique jument blanche qui fuit le Cavalier et le mène à une vieille dame, Merriman Lyon qui lui donne un début d'explication. 
Il apprend qu'il est l'héritier du pouvoir des Grands Anciens, le premier né depuis cinq cents ans. Il est un gardien et un guerrier de la Lumière. Nommé Chercheur de Signes, il doit compléter une quête : rassembler et conserver les six grands Signes de la Lumière pour repousser les forces des Ténèbres. Mais les Ténèbres le guettent et le Cavalier est déjà lancé à sa poursuite... 

## Présentation et analyse
L'Enfant contre la nuit fait partie de The Dark Is Rising Sequence (en), une série composée de cinq romans dans laquelle Susan Cooper reprend des éléments du folklore britannique basés sur les légendes arthuriennes. 
- Over Sea, Under Stone (en), 1965 : premier tome qui introduit le personnage de Merriman Lyon et dans lequel trois enfants (Simon, Jane et Barney Drew) partent en quête du graal pour lutter contre les Ténèbres ;
- L'Enfant contre la nuit, 1973 : deuxième tome et le seul traduit en français ;
- Greenwitch, 1974 : Will Stanton et les Drew s'allient dans une nouvelle quête ;
- The Grey King (en), 1975 : Alors que Will se rend au Pays de Galles pour se remettre d'une maladie, il fait la rencontre et se lie d'amitié avec Bran, le fils du roi Arthur ;
- Silver on the Tree, 1977 : dernier tome dans lequel se retrouve tous les personnages principaux des précédents pour le dernier combat entre la Lumière et les Ténèbres.

Bien qu'il soit le deuxième tome de la série, L'Enfant contre la nuit est souvent considéré comme le premier.

## Distinctions et récompenses
The Dark is Rising reçoit un Newbery Honor de l'American Library Association en 1974. Sur la base d'un sondage en ligne réalisé en 2007, la National Education Association des États-Unis l'a classé parmi les « 100 meilleurs livres pour enfants par les enseignants ». En 2012, il figure au 22e rang des meilleurs romans pour enfants de tous les temps dans une enquête publiée par le School Library Journal, un mensuel destiné principalement aux États-Unis. 

## Publications françaises
Traduit une première fois en 1978, il faudra attendre près de trente ans pour une nouvelle édition et traduction : 
- L'Enfant contre la nuit, Robert Laffont, 1978 (The Dark Is Rising), trad. Jean Bailhache, 256 p.  (ISBN 2-221-00034-X)
- Les Portes du temps : A l'assaut des ténèbres, Gallimard Jeunesse, 2007 (The Dark Is Rising), trad. Philippe Morgaut, 400 p.  (ISBN 978-2-07-050857-0)

## Adaptation
Le roman est adapté en film en 2007. Intitulé Les Portes du temps, il est réalisé par David L. Cunningham tandis que le rôle de Will est joué par Alexander Ludwig. 